# Navio porta-contentores

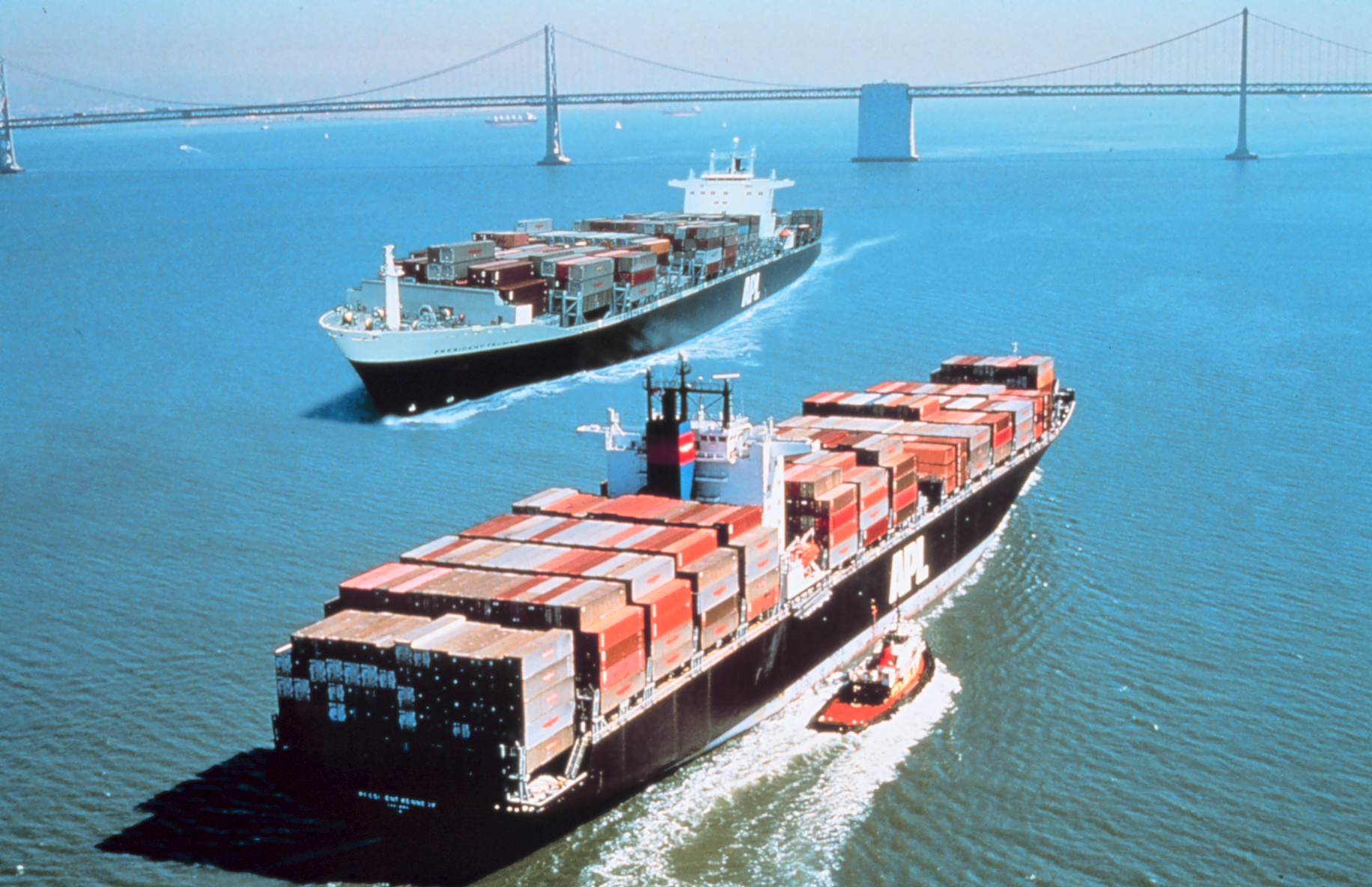
Dois navios de containers.

O navio porta-contentores (português europeu) ou navio porta-contêineres (português brasileiro) é concebido especificamente para o transporte de contentores, os porões são equipados com guias ou celas, para receber e estivar os contentores "à medida", agilizando as operações de carga e descarga. Geralmente não dispõe de meios de carga próprios, guindastes ou gruas, e costumam ter uma velocidade de serviço superior à dos cargueiros tradicionais. A tendência actual é para o gigantismo destes navios, existindo já em projeto unidades com capacidade para mais de dez mil contentores de vinte pés (TEU, Twenty-foot Equivalent Unit) - refere-se à unidade de medida de um contêiner de 20 pés.

## História
O navio porta-contêineres foi construído nos EUA na década de 1950. Depois do Clifford J. Rogers, que foi comissionado em 1955 e ainda tinha contêineres muito pequenos, o navio-tanque Ideal X convertido da empresa de despacho Malcolm McLean veio em 1956. Ele começou por transportar as caixas reboque de semi-reboques sem um chassis mais longos trechos de mar por navio. Em 1960, McLean fundou a Sea-Land Corporation. Já na primeira metade da década de 1960, novos edifícios planejados como navios de semirrecipientes foram construídos, como o Tobias Mærsk, que foi comissionado em 1963, Em 1964, o Kooringa, o primeiro novo edifício planejado como um navio de contêineres completo para contêineres ISO, entrou em operação na Austrália.

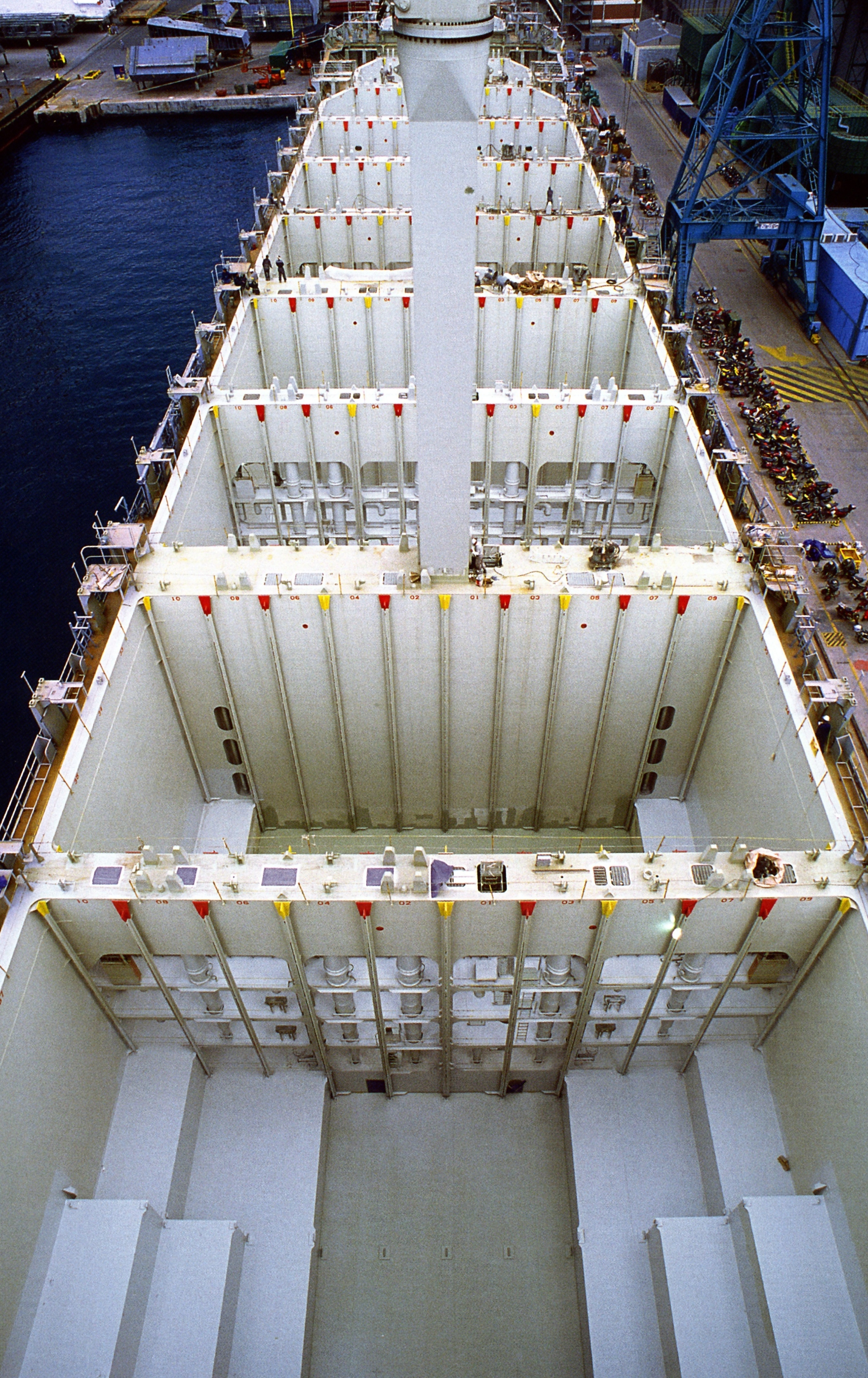
Uma visão dos porões de um navio porta-contêineres. As guias de células verticais organizam contêineres em navios

Em meados da década de 1960, já havia 171 (embora quase todos convertidos) navios porta-contêineres nos Estados Unidos. Em 1966, o navio porta-contêineres Fairland, da companhia marítima Sea-Land de Bremen, entrou na Alemanha pela primeira vez. Já em 31 de julho de 1968, 102 navios semi ou full container foram comissionados ou em construção em todo o mundo. A partir de 1968 teve início a conversão dos principais serviços de linha no tráfego de contêineres, primeiro no tráfego do Atlântico Norte (entre Estados Unidos / Costa Leste e Europa Ocidental), a partir de outubro de 1968, o serviço transpacífico entre Japão-EUA / Costa Oeste. O Hakone Maru foi usado aqui pela NYK Line . No final de 1968, o Bremer Vulkan com o Weser Express para o Norddeutschen Lloyd e Blohm + Voss, Hamburgo, construiu os primeiros navios porta-contêineres (750 TEUs cada) na Alemanha com o Elbe Express para a HAPAG. Eles entraram em operação com os navios irmãos Rhein Express e Mosel Express na rota do Atlântico Norte. Também em 1968, a companhia marítima de Hamburgo August Bolten utilizou o Bärbel Bolten (140 TEUs), outro navio de contêiner completo de bandeira alemã.
Em 1 de julho de 1970, o estoque global de navios porta-contêineres semi e full era de 201 unidades (incluindo 154 navios porta-contêineres completos), no ano seguinte o total de navios porta-contêineres era de 231 unidades. 1969 o serviço de linha Europa - Austrália / Nova Zelândia foi migrado para o tráfego de contêineres, no final de 1971 Europa - Extremo Oriente, em maio de 1977 Europa - África do Sul e Europa - Caribe / Golfo do México. A rota África do Sul - Extremo Oriente seguiu em 1981. Isso concluiu a conversão das conexões de linha mais importantes para o tráfego de contêineres.
Em 1984, a companhia de navegação United States Lines ofereceu pela primeira vez um Serviço de Viagem à Volta do Mundo para o leste. Este serviço, operado por doze navios da classe americana New York, terminou após seis meses, quando a empresa de navegação faliu. Um serviço iniciado no mesmo ano pela Evergreen Marine de Taiwan via Canal do Panamá e Canal de Suez com doze navios cada em ambas as direções foi abandonado por volta de 1999, já que o serviço regular do ponto A ao B é mais eficiente.
As dimensões do contêiner de 20 e 40 pés de comprimento, 8 pés de largura e 8 pés 6 de altura se estabeleceram internacionalmente. O antigo tamanho de contêiner de 35 pés introduzido pela Sea Land foi abandonado. Em vez disso, contêineres de 40 pés e 45 pés de altura estão cada vez mais sendo usados hoje, e dentro dos EUA também contêineres de 53 pés, uma vez que há semirreboques maiores que são permitidos na Europa.

## Capacidade de Transporte
| Construido | Nome                             | Tamanho da classe | TEUs máximo | Fontes |
| ---------- | -------------------------------- | ----------------- | ----------- | ------ |
| 2020       | HMM Algeciras                    | 7                 | 23 964      |        |
| 2020       | HMM Oslo                         | 5                 | 23 820      |        |
| 2019       | MSC Gülsün                       | 6                 | 23 756      |        |
| 2019       | MSC Mina                         | 5                 | 23 656      |        |
| 2020       | CMA CGM Jacques Saadé            | 9                 | 23 112      |        |
| 2017       | OOCL Hong Kong                   | 6                 | 21 413      | [ 5 ]  |
| 2018       | COSCO Shipping Universe          | 6                 | 21 237      | [ 6 ]  |
| 2018       | CMA CGM Antoine de Saint Exupery | 3                 | 20 954      | [ 7 ]  |
| 2017       | Madrid Mærsk                     | 11                | 20 568      | [ 8 ]  |
| 2018       | Ever Golden                      | 2                 | 20 388      |        |
| 2017       | MOL Truth                        | 2                 | 20 182      | [ 9 ]  |
| 2017       | MOL Triumph                      | 4                 | 20 170      | [ 10 ] |
| 2019       | Ever Glory                       | 4                 | 20 160      |        |
| 2018       | Ever Goods                       | 5                 | 20 124      |        |
| 2018       | COSCO Shipping Taurus            | 5                 | 20 119      |        |

Economias de escala ditaram uma tendência de aumento no tamanho dos navios porta-contêineres, a fim de reduzir despesas. No entanto, existem certas limitações quanto ao tamanho dos navios porta-contêineres. Em primeiro lugar, são a disponibilidade de motores principais suficientemente grandes e a disponibilidade de um número suficiente de portos e terminais preparados e equipados para receber navios de contêineres ultra grandes. Além disso, as dimensões máximas permitidas de navios em algumas das principais hidrovias do mundo podem apresentar um limite superior em termos de crescimento de navios. Isso diz respeito principalmente ao Canal de Suez e ao Estreito de Cingapura.

## Portos de contêiner
O tráfego de contêineres em um porto é frequentemente rastreado em termos de unidades equivalentes de TEU de transferência. Em 2009, o Porto de Cingapura era o porto de contêineres mais movimentado do mundo, com 25 866 000 TEUs movimentados. Naquele ano, seis dos dez portos de contêineres mais movimentados estavam na República Popular da China, com Xangai em 2º lugar, Porto de Hong Kong em 3º, Shenzhen 4º, Guangzhou 6º, Ningbo 8º e Qingdao 9º. Completando os dez principais portos estavam Busanna Coreia do Sul na 5ª posição, Dubai nos Emirados Árabes Unidos na 7ª e Rotterdam na Holanda na 10ª posição, com 9 743 290 TEUs atendidos.  No total, os vinte portos de contêineres mais movimentados movimentaram 220 905 805 TEUs em 2009, quase metade do tráfego total de contêineres estimado no mundo naquele ano de 465 597 537 TEUs.